# علف خوک واتسون
علف خوک واتسون (نام علمی: Selaginella watsonii) نام یک گونه از سرده علف خوک است.